# Zákon o státním jazyce (Slovensko)
Zákon o státním jazyce Slovenské republiky (krátce jazykový zákon, plným jménem slovensky Zákon 270/1995 Z. z. o štátnom jazyku Slovenskej republiky) je zákon, kterým se na Slovensku upravuje používání státního jazyka ve veřejném styku a odlišuje se jeho postavení od ostatních jazyků. Zákon přijatý v roce 1995 je naplněním článku 6 odst. 1 Ústavy Slovenské republiky, podle něhož je na území Slovenska státním jazykem slovenština.

## Historie právní úpravy
V Československu byl ústavním zákonem č. 122/1920 (Zákon podle § 129 ústavní listiny, jímž se stanoví zásady jazykového práva v republice Československé) za státní jazyk republiky stanoven jazyk československý ve dvojím znění, českém a slovenském. Tento zákon byl v platnosti až do roku 1948.
V 60. letech 20. století se objevily první úvahy o specifické zákonné ochraně slovenštiny, jejichž konkretizaci však překazily politické změny následující po sovětské invazi v roce 1968. Znovu se tak tato otázka dostala do pozornosti zákonodárců až po pádu komunistického režimu (1989). Své návrhy předložila Matice slovenská i vláda Slovenské republiky a Slovenská národní rada 25. října 1990 schválila vládní návrh zákona, který vyšel ve sbírce zákonů jako zákon č. 428/1990 Zb. o úradnom jazyku v Slovenskej republike. Tento zákon ovšem vzhledem k trvající existenci československé federace přiznával na slovenském území vedle slovenštiny roli druhého, pomocného státního jazyka češtině a proto jej bylo po vzniku samostatné Slovenské republiky (1993) potřeba nahradit novým.

## Slovenský zákon
Slovenský zákon č. 270/1995 Z. z., jehož předkladatelem bylo ministerstvo kultury, přijala Národní rada Slovenské republiky 15. listopadu 1995 a platit začal od 1. ledna 1996, kdy nahradil č. 428/1990 Zb.
Od svého vyhlášení byl zákon několikrát novelizován (v roce 2011 již po sedmé). Obzvláště velký ohlas, především mezi Maďary, vyvolala pátá novelizovaná verze, která vstoupila v platnost 1. září 2009 a rozšířila text zákona mj. o § 9 stanovující úřadům sankce za jeho porušení.
Zákon je kritizován jak příslušníky národnostních menšin žijících na Slovensku, tak i v zahraničí.[zdroj⁠?!]
Podle J. Větrovského, v Jazyková práva národnostních menšin na Slovensku: úřední styk a topografické údaje z hlediska standardu jazykové spravedlnosti (ACTA UNIVERSITATIS CAROLINAE – IURIDICA 4, 2015, PAG. 59–72), zákon požadavky jazykové spravedlnosti nesplňuje, když tvrdí, že: 
„Slovensko … nechce být založeno na jazykové pluralitě a zákonná úprava neusiluje o vytvoření bilingvní či multilingvní společnosti …“

### Obsah zákona
Podle zákona o státním jazyce má státní jazyk, kterým je slovenština, přednost před ostatními jazyky používanými na území Slovenska (§ 1, odst. 1 a 2). Z působení zákona je však výslovně vyloučeno používání jazyka v liturgii a zvláštními předpisy dále upraveno je používání jazyků národnostních menšin a etnických skupin (§ 1, odst. 3 a 4). Prostřednictvím zákona se stát snaží vytvářet ve školství, vědě a informačním systému takové podmínky, které by každému občanovi umožňovaly osvojení a používání slovenštiny slovem i písmem, což má napomáhat odstraňování jazykových bariér mezi občany (§ 2, odst. 1). Stát vytváří též podmínky pro péči o vědecký výzkum slovenštiny, jejích dějin, nářečí a sociolektů a prostřednictvím webových stránek ministerstva kultury také zveřejňuje její závaznou kodifikaci (§ 2, odst. 2 a 3).
V § 3 stanovuje zákon státním úřadům povinnost ovládat a v úředním styku používat slovenštinu, s výjimkou práva menšin používat na úřadech svůj jazyk v místech, kde tato menšina tvoří alespoň 20 % obyvatel (toto právo je stanoveno zvláštním předpisem) a používání cizích jazyků v mezinárodním styku. V odst. 4 tohoto paragrafu je výslovně stanoveno právo rodilých mluvčí češtiny používat češtinu v úředním styku se slovenskými úřady a předkládat jim české listiny. Každý slovenský občan má rovněž podle tohoto paragrafu právo na bezplatnou změnu svého jména a příjmení do slovenské pravopisné podoby.
Výuku slovenštiny stanovuje § 4 zákona jako povinnou na všech základních a středních školách, ačkoliv jazykem výuky může být v oprávněných případech jiný jazyk. Slovenštinu musí ovládat rovněž všichni vyučující s výjimkou cizinců. Učebnice pro základní a střední školy, s výjimkou speciálních učebnic pro národnostní menšiny, musejí vycházet ve slovenštině.
Rozhlasové a televizní vysílání upravuje § 5 zákona, který mj. umožňuje vysílání televizních a rozhlasových pořadů v cizím jazyce pouze tehdy, jsou-li titulkované či jinak souběžně či následně překládané do slovenštiny. Výjimkou jsou opět na základě pořady původně vzniklé v češtině a s časovým omezením do doby začátku platnosti toho nařízení také cizojazyčné pořady s českým dabingem. Cizojačné pořady pro děti do 12 let musejí být vždy opatřeny slovenským dabingem. Některé typy komunikace úřadů s občany (např. veřejná hlášení, cedule či pozvánky) musejí být vedeny primárně ve slovenštině a teprve po ní může případně následovat menšinový jazyk; jiné druhy komunikace (např. kulturní tiskoviny vydávané národnostní menšinou) musejí být doplněny základními informacemi ve slovenštině.
Zákon rovněž předepisuje používání státního jazyka policejními a hasičskými sbory (§ 6), při soudním řízení (§ 7) a v dalších oblastech veřejného styku, např. při označování prodávaného tuzemského i dovozového zboží, v návodech, v záručních podmínkách, v pracovních smlouvách, v účetnictví, ve zdravotnictví, na informačních tabulích a v reklamě (§ 8), přičemž případný text v jiném jazyce nesmí být psán větším písmem, musí se se slovenským textem obsahově shodovat a na informační tabuli neurčené specificky menšině musí text v cizím jazyce následovat až po slovenském textu.
Dohledem nad dodržováním většiny povinností vyplývajících z tohoto zákona je pověřeno ministerstvo kultury (§ 9), které je rovněž oprávněno uložit za jejich porušení pokutu od 50 do 2500 eur v případě, že protizákonně jednal úřad nebo že mohlo dojít k ohrožení života, zdraví, bezpečnosti nebo majetku a pokud ani po upozornění nedošlo k nápravě (§ 9a). § 10 nařizuje ministerstvu kultury předkládat jednou za dva roky vládě zprávu o stavu používání státního jazyka.

### Specifické postavení češtiny
Čeština patří na Slovensku mezi devět jazyků oficiálně uznaných jako jazyky menšin. Hned na pěti místech ve slovenském zákoně o státním jazyce (v částech upravujících úřední styk, původní pořady, česky dabované pořady do určitého data, české projevy jako součást slovenských pořadů a doprovod kulturních a vzdělávacích akcí) je však čeština řazena do speciální kategorie jakožto jazyk splňující požadavek základní srozumitelnosti z hlediska státního jazyka. Díky tomu nabývá zvláštního postavení ve srovnání s ostatními menšinovými jazyky a je v těchto vyjmenovaných případech de facto stavěna naroveň slovenštině. Ze stejného důvodu se jí ale současně naopak netýkají ustanovení jinak platná pro jazyky menšin. Deklarovaným důvodem pro toto zvláštní postavení češtiny na Slovensku je jeho účelnost s ohledem na její podobnost ke slovenštině, což ve svých posudcích uznali za dostatečný důvod pro toto jinak zdánlivě pozitivně diskriminační opatření i odborníci z OBSE a Evropské komise.